# Guide-câble

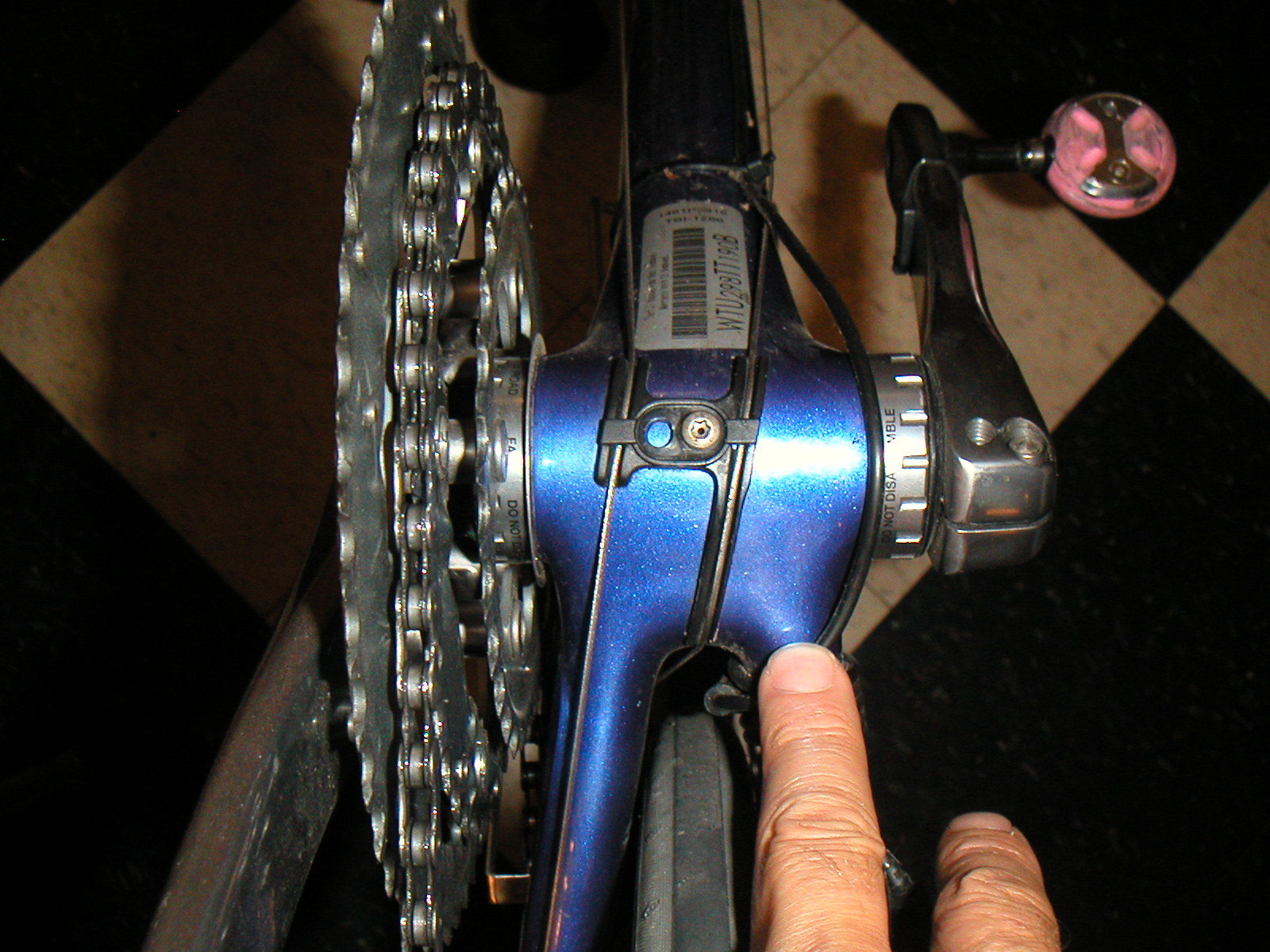
Guide-câble en plastique noir sur le fond d'une boîte de pédalier Trek 5000.

Un guide-câble est un accessoire ou une partie d'un cadre de bicyclette qui guide un morceau de câble Bowden intérieur nu autour d'un coin. La plupart des vélos à plusieurs vitesses sont équipés de guide-câbles pour faire passer les câbles du dérailleur au-delà du pédalier. Les dérailleurs plus anciens utilisent des guides brasés ou serrés juste au-dessus du pédalier, mais les plus récents ont un guide sous le pédalier.